# Зоран Мићовић
Зоран Мићовић (Ариље, 26. март 1953) српски је политичар и спортски радник. 
По струци је ветеринар. Активно се бавио рукометом од 1970. до 1996.
У два мандата је био председник општине Ариље (2000–2008). Актуелни је председник Параолимпијског комитета Србије.
Ожењен је и отац је двоје деце.